# Ictiobus
Ictiobus es un género de peces de la familia Catostomidae en el orden de los Cypriniformes.

## Especies
Las especies de este género son:
- Ictiobus bubalus
- Ictiobus cyprinellus
- Ictiobus labiosus
- Ictiobus meridionalis
- Ictiobus niger